# Autoexec.bat
autoexec.bat är en skriptfil som exekveras automatiskt när operativsystemet MS-DOS startas. Autoexec.bat innehåller information för att ställa in diverse inställningar. I den ursprungliga PC:n saknades klockbatteri, och av den anledningen så frågar de flesta versioner av DOS efter datum och klockslag om filen saknas.
Autoexec.bat kan redigeras i ett textredigeringsprogram, som exempelvis Notepad eller Edit.

## Exempel på innehåll i Autoexec.bat
@ECHO OFF

SET PROMPT=$p$g

SET TEMP=C:\TEMP

SET TMP=C:\TEMP

SET BLASTER=A220 I7 D1 H5 P330 T6

SET PATH=C:\DOS;C:\WINDOWS;

LH KEYB SV

@ gör så att raden inte visas när den körs.

ECHO OFF stänger av visningen av kommandoraderna i filen när den körs.

SET PROMPT=$p$g gör så att prompten visar aktuell diskenhet och mapp följt av '>'.

SET TEMP och SET TMP anger i vilken mapp som temporära filer ska sparas.

SET BLASTER anger variabler för ett SoundBlaster ljudkort.

SET PATH anger vilka kataloger som skall genomsökas efter program utan att full sökväg anges.

LH KEYB SV laddar tangentbordsdrivrutinen för svenskt tangentbord i det utökade minnesområdet.